# Warhammer: Mark of Chaos
Warhammer: Mark of Chaos (рус. Warhammer: Печать Хаоса) — компьютерная игра, варгейм в реальном времени из вселенной Warhammer. Игра разработана Black Hole Entertainment при поддержке Namco и выпущена Deep Silver 14 ноября 2006 года. Игра стала третьей стратегией, созданной в сеттинге Warhammer Fantasy Battles, не связанной сюжетно с предыдущими играми: Warhammer: Shadow of the Horned Rat (1995) и Warhammer: Dark Omen (1998) от Mindscape.
В 2008 году вышло для игры вышло дополнение Warhammer: Mark of Chaos — Battle March.

## Сюжет
Год 2302, более чем на два века предшествующий правлению Императора Карла-Франца. Шла Великая Война против Хаоса, и нашествие сил Хаоса на далеком севере превзошло все дотоле виденное. Империя распалась на части, которые погрязли в междуусобных войнах. Лишь благодаря усилиям великого Магнуса Праведного Империя не погибла окончательно. Магнус объединил государства и повел союзные войска на север в Кислев, чтобы там дать отпор врагу. Война не стихала несколько лет, пока, наконец, силы Империи не одержали победу. Воины Хаоса под предводительством Асавара Кула были разбиты. Гибель полководца внесла смятение в их ряды, и они пошли войной друг против друга. В великой битве многие племена были уничтожены, иные — рассеяны по свету. Часть племен отступила на север, откуда были родом, другие же ушли в горы и леса, окружающие Империю.
Империя одержала победу, но уже не была прежней. Десятилетия гражданской войны усилили вражду между государствами, и многие знатные люди предались давнишним усобицам. Народ погибал от голода и чумы. Великая Война опустошила казну, и армии многих курфюрстов понесли тяжелые потери. Угроза Хаоса миновала, но разрозненные племена продолжали терроризировать северные города и деревни, и не хватало солдат, чтобы от них защититься. Это было тяжелое время для народа Империи. Угроза с севера присутствовала постоянно — стоило только кому-то из вождей, поклоняющихся Хаосу, собрать под свои знамёна рассеянные племена, началась бы новая война, перенести которую у Империи не хватило бы сил.

### Кампания Империи
Кампания Империи посвящена молодому капитану армии курфюрста имперской провинции Остермарк Стефану фон Кесселю. Его отец и дед были признаны участниками культа бога Хаоса Нургла, когда он был младенцем, и охотники на ведьм оставили на нём шрам в виде символа Хаоса. Его семья лишилась всех титулов, и он настроен доказать свою верность Империи через служение на передовой. На протяжении всей кампании, многие говорят, что фон Кессель своими поступками не похож на человека, чья родня была культистами Хаоса, а эльфийская чародейка говорит, что будь он испорчен — то был бы уже мёртв. В предпоследней главе кампании показано, что отец фон Кесселя был подставлен графом Отто фон Грубером, который является главой культа Нургла, что позволило ему не умереть от врожденных болезней. Кампания заканчивается смертью фон Грубера и защитой города Талабхейм от обширной орды Хаоса во главе с демон-принцем Торгаром Кровавым и победой союзных войск людей и эльфов Ултлуана. Впоследствии репутация фамилии фон Кессель была восстановлена, а Стефан получил титул курфюрста Остермарка от самого императора Магнуса Праведного.
Тем временем, варварские орды орков и гоблинов готовятся начать полномасштабное вторжение в земли Империи. За ними следуют войска тёмных эльфов, преследующие собственные цели. Этим событиям посвящено дополнение Warhammer: Mark of Chaos — Battle March.

### Кампания Хаоса
Кампания Хаоса следует за продвижением Торгара Кровавого, чемпиона Хаоса, который был сподвижником самого полководца Асэвэра Кула в Великой войне. Теперь он надеется собрать силы, чтобы пойти в другое наступление на земли Империи. В это время он находится в подчинении волшебника Судобаала, который инструктирует Торгара привести своих людей к святыне Хаоса. После того, как он проходит ряд испытаний, Торгару предстоит выбрать покровительство одного из двух богов Хаоса: Нургла или Кхорна. После этого изменится внешний вид персонажа, набор его способностей, а в городах в дальнейшем можно будет нанимать только отряды и героев выбранного бога.
После воплощения Судобаал просит найти эльфийского мага, знающего место захоронения Асэвэра Кула. В это время Торгар соединяется с Каскитом, варлоком-инженером колдуна клана Скрир. Возмутив совет скайвенов, Каскит для получения защиты быстро принимает условия союза с Хаосом, и соглашается помочь Торгару определить местонахождение волшебника. Кампания заканчивается превращением Торгара в демон-принца, и последующим разрушением города Талабхейм. Посвящая свою победу богам Хаоса, Торгар говорит, что в битве он непобедим.

## Игровой процесс
Игра сосредоточена на армиях и сражениях, преуменьшая роль построения базы производства отрядов и сбора ресурсов. Действие игры происходит в сеттинге Warhammer Fantasy Battles, из всех рас настольной игры игроку предоставляется выбор только к четырем. Все расы отличаются друг от друга, и имеют свои собственные уникальные юниты, хотя почти у каждого отряда расы будет эквивалент в другой. В пределах каждой расы есть три фракции, которые доступны в многопользовательском режиме, однако кроме внешних различий и выбора войск фракции мало отличаются друг от друга.
- Высокие Эльфы (Сафери, Теневые земли, Эллариан). Доступные герои: архимаг Аурелион Ультуанская, командир, светлый маг.
- Империя людей (Нулн, Остермарк и Рейкланд). Воин-священник Брат Гунтер, Нефритовый волшебник, Пламенный волшебник, Стефан фон Кессель.
- Орды Хаоса (культы богов хаоса Кхорна, Нургла и Неделимого Хаоса). Торгар Кровавый, колдун Хаоса (Кхорна, Нургла, Неделимого Хаоса).
- Скейвены (Клан Боевых Лордов, Скрир и Эшин). Варлок-инженер Каскит, военный вождь, серый пророк.

### Глобальный режим
В режиме стратегических перемещений на глобальной карте армия игрока продвигается между узловыми эпизодами трёх типов: сюжетные (с героями и их армиями будут происходить некие события), города (место восстановления и найма отрядов) и бои, за успешное проведение которых нам дают немного денег на развитие.
Существует два вида городов: полевые лагеря (возможно только пополнить войска) и город, где игроку доступны четыре района:
- Арсенал (Armory), позволяющий улучшать характеристики отрядов.
- Казармы (Barracks), позволяющие нанимать или распускать отряды. Доступный для найма состав меняется от города к городу.
- Лавка алхимика Alchemist), позволяющая торговать зельями и магическими предметами. Ассортимент меняется от города к городу.
- Храм (англ. Temple), позволяющий пополнять и воскрешать отряды после сражения, а также получать различные временные улучшения. Услуги храма доступны также в полевом лагере.

### Режим сражений
Цель каждого сражения — победа над отрядами вражеской армии. Битвы ведутся на различных картах, с помощью настройки можно добавить различные бонусы и штрафы. Отряды обладают моралью и могут бежать, получив большое количество урона, а также стойкостью, уменьшение которой сократит защиту и скорость.
Армии сторон состоят из отрядов, размер каждого их которых разнится от 1 до 96 солдат в зависимости от типа. Отряд является базовой единицей управления армией, все солдаты отряда подчиняются приказу, отдаваемому отряду в целом. Отряды можно организовывать в различные боевые построения, дающие различные преимуществами против определённых видов атаки. Отряды приобретают опыт в течение сражений, становясь сильнее и многочисленнее.
В дополнение к стандартным отрядам есть специальные воины — «Герои»: уникальные воины, значительно более сильные, чем средний отряд или существо. В дополнение к возможности применять и исследовать способности, они могут также получить дополнительное оружие, броню или микстуры, повышающие параметры атаки и защиты. Герои также приобретают опыт от сражений, и игрок может изучить различные навыки, дающие новые боевые способности.
Герои могут быть присоединены к отрядам, поднимая их боевой дух и увеличивая их характеристики с помощью своих навыков. Герои могут также принять вызов и участвовать в поединках с героями противостоящих армий. Поединок заканчивается со смертью одного из героев, приводя к штрафу для морали проигравшей стороне. Схватка во многом автоматизирована, однако игрок может активизировать любой навык во время поединка.
У отрядов существуют параметры и способности, оказывающих серьёзное влияние на их возможно применение. Так, демонические отряды вместо боевого духа имеют стабильность, понижение которой приводит к росту шанса на попадание в отряд, а также уязвимость для заклинаний и магических атак.

### Однопользовательский режим
Игра состоит из 2 кампаний, каждой из которых посвящены 4 главы. Одна из них посвящена Империи и эльфам, другая — ордам скейвенов и Хаоса.
Основа одиночной кампании — множество различных битв, в которых заранее подготовленная армия игрока сражается с вражескими войсками. За победу игрок получает золото. Между сражениями игра переходит в стратегический режим, с местоположениями армий, обозначенных фигурой их героев. Игрок в состоянии выбрать армию и передвинуть её в другое место. Это вызывает экран армии, и игрок должен будет выбрать ограниченное число войск и героев, чтобы играть ими следующий сценарий. Хотя кампания по большей части линейна, есть также дополнительные миссии, которые раскрывают сюжет игры, а за своё выполнение дают дополнительное золото, войска или технику, которые можно использовать в кампании. Вместе со сражениями также присутствует Поединок, в котором происходит схватка между вашим и вражескими героями, с победой одного из них схватка заканчивается.

### Многопользовательский режим
Многопольлзовательский режим поддерживает возможность игры до четырех человек через локальную сеть или Интернет. Игра в нём не отличается от одиночной игры.
В многопользовательском режиме доступно три вида игры:
- нормальные сражения,
- сражения осады, где одна команда должна защитить свой замок от противостоящей армии,
- подкрепления, где завоевания стратегических пунктов, позволяют игрокам купить новые единицы во время сражения.

До сражения у каждого игрока есть определённое количество очков для набора отрядов в армию. Они могут тратиться как на приобретение новых отрядов, так и для покупки снаряжения и навыков для героев.
Кроме того, есть редактор юнитов, где игроки могут менять внешний вид солдат отрядов для дальнейшего использования.

## Разработка
Namco Bandai Games поручила создание игры Black Hole Entertainment после того, как последняя разработала успешную стратегию Armies of Exigo.
Armies of Exigo создавалась на базе собственного движка, который позволял использовать качественную графику и большое количество юнитов во время сражения. Движок значительно доработали и применили для Warhammer: Mark of Chaos.
В 2008 году вышло дополнение к игре Warhammer: Mark of Chaos — Battle March. В дополнении были добавлены две новые расы — орки и темные эльфы. Также была добавлена новая кампания в одиночной игре, где игрок попеременно играет за две новые расы.

## Книга
В 2007 году издательство Black Library выпустило книгу Энтони Рейнольдса «Печать Хаоса», которая более детально описывает события игрового мира и показывает события игры с обеих сторон конфликта, хотя исход битвы за Талабхейм обыгран в пользу Империи.

## Саундтрек
Над саундтреком игры работал известный композитор музыки для компьютерных игр Джереми Соул. Вся музыка из игры была включена в Audio CD в коллекционном издании игры. Компакт-диск не продавался отдельно, однако был доступен для прямой загрузки с личного сайта композитора.
Трек-лист
1. Warhammer Theme (1:48)
2. Trial of the Gods (1:34)
3. The Hordes Advance (2:10)
4. For the Dark Gods! (1:33)
5. Preparing for Battle (1:13)
6. Men of the Empire, Make Ready! (1:21)
7. Sigmar Protects (2:16)
8. Forges of Nuln (1:44)
9. From the North They Come (2:05)
10. Leave None Alive! (1:46)
11. The Siege of Gotterung (1:09)
12. Onwards to Victory! (1:55)
13. Patrolling the Old World (1:49)
14. Unscrupulous Methods (2:13)
15. Skulls for the Skull Throne! (1:44)
16. Dark Winds (2:14)
17. Stefan's Vengeance (2:42)
18. For the Emperor (2:07)
19. Vigilance and Strength (2:10)
20. Sudobaal's Treachery (1:20)
21. Stalking the Prize (2:13)
22. Shallya Watch Over Us (1:48)
23. Patrolling the Borders (2:06)
24. The Aftermath of War (1:55)
25. The Talebheim Crater (1:51)
26. Grim Preparations (2:09)
27. Mark of Chaos (1:06)

## Обзоры
| Сводный рейтинг | Сводный рейтинг | Сводный рейтинг |
| Издание         | Оценка          | Оценка          |
| Издание         | PC              | Xbox 360        |
| --------------- | --------------- | --------------- |
| GameRankings    | 73,99 %         | 55,93 %         |

Рейтинг ПК-версии игры на агрегаторе рецензий Metacritic составляет 73 % на основе 32 рецензий.
Крупнейший российский портал игр Absolute Games поставил игре 72 %. Обозреватель отметил качественный сюжет игры, трепетное отношение к первоисточнику. К недостаткам были отнесены наличие багов, слабая тактическая система. Вердикт: «Выходит, для успеха нужна лишь хорошая лицензия (дабы художники не извлекали чудищ из собственных кошмаров) и позабытая миром игра, готовая предоставить геймплей. Я более чем уверен: действуй Black Hole с нуля, мы бы сейчас пинали трупик. Надеюсь, „дурной пример“ окажется заразительным. Господа разработчики, сверкните эрудицией!».
Страна Игр поставила игре 7,5 из 10 баллов. К достоинствам были причислены интересный сюжет и игровой процесс. К недостаткам отнесли слабую графику. Вердикт: «Mark of Chaos — хорошая игра, но она создана не для тех, кто её ждал. Консервативно настроенные адепты Shadow of the Horned Rat и Dark Omen могут смело собирать вещи и отправляться в дальнее плавание — ожидать следующих проектов в рамках серии Warhammer Fantasy. С предыдущими играми серии Mark of Chaos роднит немногое.»
Игромания поставила игре 6,5 баллов из 10-ти, сделав следующее заключение: «Могучий некогда проект на поверку оказался несуразной попыткой соорудить клон Warhammer: Dark Omen с мелкими потасовками в стиле обычных RTS. Играть можно, но кроме сюжета и заставок Mark of Chaos предложить нечего.».
Рейтинг игры у журнала «Лучшие компьютерные игры» составил 83 %, а сама она получила корону. Этой награды удостаиваются проекты с минимальными недостатками, значимой ролью для игровой индустрии и рекомендуемые всем любителям жанра.